# Intergroupe Tibet
L'intergroupe Tibet du Parlement européen organise régulièrement des réunions de députés européens pour discuter de l'évolution de la situation politique, économique et des droits de l'homme au Tibet. Des spécialistes du Tibet, d'anciens prisonniers politiques tibétains et des membres du Parlement tibétain en exil sont peuvent être invités à témoigner. Les membres de l'intergroupe Tibet ont eu l'occasion d'obtenir des audiences avec le dalaï-lama lors de ses visites en Europe ou lors de visites de délégations sur son lieu de résidence en exil en Inde à Dharamsala.

## Histoire
L'intergroupe Tibet a été fondé en 1989 par Michel Hervé,. 
Gabriela Frey en est la secrétaire pendant 16 ans. 
Thomas Mann est le président de l’Intergroupe Tibet de 1999 à 2019,.
En 2024, des Tibétains et des militants lancent un appel pour refonder l'intergroupe Tibet.
L'intergroupe Tibet est à l'origine de nombre de résolutions votés par le Parlement européen. Une résolution adoptée le 6 juillet 2000 suggéra de reconnaître le gouvernement tibétain en exil. Elle demandait « au Conseil, à la Commission et aux États membres de tout mettre en œuvre afin que le gouvernement de la république populaire de Chine et le Dalaï Lama négocient un nouveau statut du Tibet qui garantisse une pleine autonomie des Tibétains dans tous les secteurs de la vie politique, économique, sociale et culturelle, avec les seules exceptions de la politique de défense et de la politique étrangère; invite les gouvernements des États membres à examiner sérieusement la possibilité de reconnaître le gouvernement tibétain en exil comme légitime représentant du peuple tibétain si, dans un délai de trois ans, les autorités de Pékin et le gouvernement tibétain en exil ne sont pas parvenus à un accord sur un nouveau statut pour le Tibet par le biais de négociations organisées sous l'égide du Secrétaire général des Nations unies » . 
Une résolution de 1995 demande la nomination d'un représentant de l'Union Européenne pour le Tibet, à l'instar du coordinateur spécial pour le Tibet des États-Unis.
Les représentants du gouvernement tibétain en exil sont parfois invités par l’Intergroupe Tibet au Parlement européen.
L’Intergroupe Tibet organise chaque année une conférence parlementaire sur le Tibet. En septembre 2012, il reçoit le député tibétain Thubten Wangchen, porteur de la Flamme de la Vérité lors de l'étape  à Bruxelles d'un relais dans des pays européens,.